# シルヴァニア・エレクトリック・プロダクツ爆発事故
1956年7月2日の朝、ニューヨーク州クイーンズ区のベイサイド(現在のベイ テラス) にあるシルバニア・エレクトリック・プロダクツ社の冶金研究所でトリウム鉱滓が3回爆発した。9人が負傷して数人が重傷であった。1956年8月6日に28歳の従業員、オリバー・ブレイバーが死亡した。作業員は 3個の火の玉が発生したと証言した。
シルバニアは、二酸化トリウムから金属トリウムを大量生産する実験を行っていた。実験終了工程の一部は、実験中に処理されなかったトリウム金属粉末鉱滓を再処理し焼却することであった。爆発が起こったのは、この物質の焼却中だった。当時、トリウムの冶金学的特性はよく理解されていなかった。
工場の医療責任者は、その結果として従業員のオリバー・ブレイバーが「第3度熱傷による合併症」で死亡したとマスコミに語った。ブレイバーの息子は後に、「トリウム中毒」と記載された死亡診断書を公表した。爆発の犠牲者は、ブレイバーの母と妻が働いていたフラッシング病院で治療を受けた。ブレイバーが死亡したのは事件1カ月後の1956年8月6日だった。
従業員225人、消防士50人、警察官25人の計300人が放射線検査を受けた。放射線被曝の影響については、特に核爆発が発生していたのではないかという恐怖感を和らげるために避けられた。爆発による瓦礫は、最終的に海に投棄された。